# جماعة نصر الإسلام (نيجيريا)
جماعة نصر الإسلام ("Jama'atu Nasril Islam "JNI) منظمة إسلامية نيجيرية أسست في عام 1962م لتضم تحت لوائها المجتمع الإسلامي في نيجيريا من قبل سطان ولاية صكتو. والهدف من تأسيس المنظمة هو إنشاء الوحدة بين المسلمين والحفاظ على مصالحهم ومصالح الدين الإسلامي. ويترأس المنظمة السلطان الحالي لصكتو سعد أبوبكر.

## تاريخ وأهداف

### تاريخ
مع نيل الاستقلال عام 1960م، بدأ انتشار الإسلام يحظى بالدعم الرسمي من والي شمال نيجيريا أحمد بلو، حفيد عثمان دان فوديو. قداستطاع هذا الوالي رفع مستوى الإسلامي في الصعيد الوطني بعد لقاءات مستمرة مع قادة المسلمين. ربما أثر ذلك على فكره ووجه طموحه إلى منظمة إسلامية تردد صدى الصوت الإسلامي للنيجيريين في الخارج. في فبراير 1960م، قام الرئيس أحمد بلو بتعيين لجنة لإجراء تحقيق حول كيفية تحسين العدد الحالي من المدارس القرآنية والإسلامية في شمال نيجيريا حتى تتمكن من تلبية احتياجات العصر الحديث.
من ناحية أخرى، أفادت الأنباء أن فكرة إنشاء جماعة نصر الإسلام خطرت على بال أحمدو بيلو عندما زار مقر جمعية أنصار الإسلام النيجيرية في إيلورين. كان متأثراً وسعيداً بنشاطات الجمعية في إيلورين. هذا جعله يقرر إنشاء منظمة مماثلة. وجاء في تقرير آخر أنه كان في مدينة مكة المكرمة حيث ذهب بن أحمد بيلو مع المرحوم الشيخ أبو بكر محمود جومي لأداء فريضة الحج، وأن فكرة تأسيس جماعة نصر الإسلام.

### أهداف
تشمل أهداف تأسيس هذه المنظمة الأمور الآتية:
1. لنشر دين الإسلام وتحسين رفاهية المسلمين.
2. توحيد صوت المسلمينن داخل الدولة وخارجها.
3. الإشراف على أمور الإسلام داخل الدولة.
4. نشر الوعي الإسلامي للعوام
5. ضم علماء المسلمين تحت لواء واحد.

## الإنجازات والتحديات

### الإنجازات
1. تعزيز التسامح وتسوية المنازعات: هناك العديد من مجموعات المجتمعات الإسلامية التي تدعو إلى التعايش السلمي، وخاصة في نيجيريا وجماعة نصر الإسلام واحدة منها، لا سيما على غرار التطورات الماضية والحديثة في نيجيريا؛ على سبيل المثال، عندما قُتل مؤسس المنظمة في عام 1966، لم يبدِ المنظمة ملاحظات تحريضية، لذلك امتنع أيضًا عن المشكلة المركبة في كل مرة كانت هناك أزمة دينية في نيجيريا.[3]
2. التصالح: من أهم مساهمات JNI للإسلام في نيجيريا هو الجهد الكبير الذي بذل في التوفيق بين أعضاء الطائفتين التيجانية والقادرية الذين اعتاد أعضاؤهم على عداوة بعضهم البعض.[2]
3. تأسيس المجلس الأعلى للشؤون الإسلامية في نيجيريا (Nigerian Supreme Council for Islamic Affairs)
4. أنشأت جماعة نصر الإسلام مجموعة المعونة النيجيرية في 30 أكتوبر 1975 للمساعدة في السيطرة على الحشود وحركة المرور في الاحتفالات الإسلامية.

### التحديات
منذ إنشاء هذه المنظمة، حلت حكومات مختلفة منصب الحكم في نيجيريا، ويبدو أن جماعة نصر الإسلام قد واجهت بعض الصعوبات والمشاكل من جهات مختلفة. وأصبحت المنظمة مؤخرا، صوتا قوياً ضد سياسات الحكومة النيجيرية لاسيما في أمر تتعلق بالأمن والصحة العامة. وقد استطاعت الصمود أمام التحديات التي واجهتها والتي من أهمها التمويل، القوى العاملة واللوجستية. واشتهرت هذه المنظمة أخيرا بالتحدث ضد ما سماه الأمين العام للمنظمة «الأقوال غير المتسامحة والمفرطة وغير اللائقة» وتكلم عن ذلك في لقاء ختم برنامج التفسير الرمضاني لعام 2014م إلى جانب أمور أخرى تعرقل التعايش السلمي بين المسلمين والمسيحيين في نيجريا.